# كينتا ماكوهارا
كينتا ماكوهارا (باليابانية: 椋原 健太) (مواليد 6 يوليو 1989)، هو لاعب كرة قدم ياباني سابق كان يلعب كمدافع.

## وصلات خارجية
- كينتا ماكوهارا على موقع رابطة كرة القدم اليابانية للمحترفين (اليابانية)
- كينتا ماكوهارا على موقع إي إس بي إن إف سي (الإنجليزية)
- كينتا ماكوهارا على موقع قاعدة بيانات كرة القدم.إي يو (الإنجليزية)
- كينتا ماكوهارا على موقع Soccerway.com (الإنجليزية)
- كينتا ماكوهارا على موقع عالم كرة القدم.نت (الإنجليزية)
- كينتا ماكوهارا على موقع كووورة